# Giacomo da Lentini
Giacomo da Lentini ou Jacopo da Lentini, connu également sous le surnom Il Notaro (le notaire), est un poète et notaire italien du XIIIe siècle (né à Lentini c. 1210 et mort c. 1260). Il est le fondateur de l’École sicilienne.

## Biographie
Giacomo de Lentini était un fonctionnaire attaché à la Cour de l'empereur Frédéric II du Saint-Empire. Il était surnommé le "Notaire" par Dante dans son œuvre de la Divine Comédie. Giacomo de Lentini paraphait ses documents et manuscrits par cette signature «Giacomus de Lentino domini imperatoris notarius».
En avril 1240, il est nommé le commandant du château Garsiliato à Mazzarino en Sicile.
Il s'adonne à sa passion poétique et il créa 16 chansons, 22 sonnets. Il est à la base de la conception de la métrique qui constitue l'ensemble des régularités formelles et systématiques qui caractérisent la poésie littéraire versifiée.
Sous le patronage de Frédéric II d'Hohenstaufen, empereur du Saint-Empire romain germanique, il fut le fondateur de l’École sicilienne (en italien, La Scuola Siciliana), aussi connue depuis Dante comme I Siciliani (« Les Siciliens »), qui est une école poétique du XIIIe siècle qui s'intéresse au fin'amor (amour courtois). Parmi les pièces dont se compose le chansonnier sicilien, on peut citer : « Io m'aggio posto in core », l’un des exemples les plus anciens du sonnet dont Giacomo da Lentini fut l’inventeur ; une Tenzone (débat amoureux) entre Pierre Des Vignes et Jacopo Mostacci, arbitrée par Giacomo.
L'École sicilienne (1230-1266) constitue un moment important de l'histoire littéraire italienne, et a contribué à l'émergence de la langue nationale italienne. Peu après, Dante et ses contemporains vont largement puiser dans les travaux de cette école.  Le chansonnier sicilien marque le commencement d'une véritable tradition unitaire qui tient autant du modèle provençal colporté par les troubadours que des chansons populaires siciliennes et du latin, alors langue européenne par excellence. À partir de cette expérience, le dolce stil novo et Dante retiendront une grande partie des expressions destinées à entrer dans la langue moderne.